# Rob Hubbard
Rob Hubbard (Kingston na Hullu, Engleska, 1955. engleski skladatelj najpoznatiji po glazbenom i programerskom radu za mikroračunala 1980-ih, kao što je Commodore 64.

## Mladost
Počeo je svirati sa sedam godina, a za vrijeme školovanja svirao je u glazbenim skupinama. Nakon škole odlazi na glazbeni koledž.

## Karijera
U kasnim 70-ima, a prije skladanja za računalne igre, bio je profesionalni studijski glazbenik. Odlučio se naučiti programiranju u  BASIC-u i strojnom kodu za računalo Commodore 64.
1985. je prišao izdavačkoj kući za računalne igre Gremlin Graphics kako bi im ponudio nekoliko demoradova i program za učenje glazbe, ali su u kući bili zainteresiraniji za njegovu glazbu nego softver, te su ga zatražili izradu soundtracka za platformsku igru Thing on a Spring.
Hubbard je između 1985. i 1996. napisao ili prilagodio glazbu za više izdavača u preko 75 igara, među kojima su Monty on the Run, Crazy Comets, Master of Magic i Commando. Neke od svojih popularnijih melodija Hubbard je napisao za igre Warhawk, Delta, Thrust, Lightforce, Spellbound, Sanxion, Auf Wiedersehen Monty i International Karate. Igra Knucklebusters sadrži njegovu najdulju skladbu, trajanja 17 minuta. Kao osobno omiljene radove, Hubbard je izdvojio glazbu u igrama: Kentilla, WAR i Sanxion.  Najmanje omiljen rad mu je za igru Samantha Fox Strip Poker, gdje se pojavio pod pseudonimom John York, za koji priznaje da ga je obavio isključivo radi novca. Kao glazbene utjecaje ističe Jeana Michela Jarree, Larryja Fasta i druge synth grupe.
Hubbard je ponajviše skladao za SID zvučni međusklop računala Commodore 64. Radio je kao slobodni umjetnik i odbijao ponude tvrtki za zasnivanje radnog odnosa.

Nakon duže stanke 2014. godine je napravio glazbu za From Bedrooms to Billions te 2018. godine za Go Go Dash.